# Leslie Lewis

Lesle Lewis (Bombay, 1961) es un cantante y compositor indio, más conocido por su trabajo en Colonial Cousins, integrada por los primos Lewis y Hariharan. 
En 2003 Lewis dijo que se sentía que el público lo asociaba mucho con remixes y por eso había empezado a dejarlos a un lado y concentrarse en sus composiciones originales y en su trabajo en Colonial Cousins. Su padre es PL Raj, que fue un coreógrafo de la película Choreographer.

## Discografía
- Colonial Cousins (1996)
- The Way We Do It (1998)
- Aatma (2001)
- Apna Asmaan (2007)
- Modhi Vilayadu (2009)
- Chikku Bukku (2010)
- Murder Reloaded (With Dialogue)
- Sanskar - Best Of Bhajans
- Mela (2000)
- Tauba (1990)
- Baat Nabi Ki Maan
- Bnhaktisudha - Chhay Ganuli Presented by Jaidev
- Karaoke Tracks - Vol. 3
- Karaoke Tracks (Volume-4)
- Varsha Ritu